# Frits Philips
Frederik Jacques "Frits" Philips (16 de abril de 1905 - 5 de diciembre de 2005) fue un ingeniero mecánico y empresario neerlandés. Fue el cuarto presidente de la junta directiva de la compañía electrónica neerlandesa Philips, fundada por su tío y su padre. Por sus acciones para salvar a 382 judíos durante la ocupación alemana de los Países Bajos en la Segunda Guerra Mundial, fue reconocido en 1996 por Yad Vashem como un 'Justo entre las Naciones'.

## Primeros años y educación
Frits Philips nació en la ciudad de Eindhoven, en el sur de los Países Bajos. El segundo hijo, era el único hijo de Anton Philips y su esposa Anne Henriëtte Elisabeth Maria de Jongh. Su padre fue cofundador cuando en 1912 incorporaron el negocio familiar. Frits tenía una hermana mayor llamada Annetje y una hermana menor llamada Jettie. Su abuelo Frederik Philips era primo hermano de Karl Marx. 
En 1923, Philips comenzó sus estudios en la Universidad Tecnológica de Delft; Recibió un título de ingeniero en ingeniería mecánica en 1929. Fue presentado al Grupo Oxford en 1934, el movimiento cristiano que fue el precursor del Rermamento Moral (RAM) y las Iniciativas de Cambio (IdeC).

## Matrimonio y familia
El Grupo Oxford fue una fuente de inspiración para toda la vida de él y su esposa. El 4 de julio de 1929 en La Haya, se casó con Sylvia, Jonkvrouw van Lennep (La Haya, 16 de diciembre de 1905 - Eindhoven, 29 de agosto de 1992), hija de Jonkheer Roelof van Lennep (Wiesbaden, 3 de octubre de 1876 - La Haya, 13 de septiembre de 1951) y su esposa Digna Jacoba Mijer (Batavia, 28 de marzo de 1883). La pareja tuvo siete hijos: Digna Hintzen-Philips (14 de septiembre de 1930 - 7 de febrero de 2018, quien se casó con Peter Hintzen y tuvo a Herman-Frederik y Rein), Anton Frederik (Ton) (12 de marzo de 1932, quien se casó con Charlotte Daneel y tuvo a Frits, Joey y Karel), Anne Jetje (Annejet) Campbell-Philips (14 de octubre de 1933 - 1 de marzo de 2007, quien se casó con Paul Campbell y tuvo a Edith Anne y Digna), Sylvia Dutterloo-Philips (6 de diciembre de 1936 - 13 de junio de 1988, casada con Herbert van Werkhoven y tenía Sylvia y Harro, más tarde se casó con Anton Dutterloo), Warner (Eindhoven, 3 de agosto de 1938, que se casó con Nel de Graaf y tuvo a Liz y Maria), Frederik (Frits) (10 de abril de 1940, que se casó con Christine Bosschaart y tuvo a Christine, Tony, Warner y Annejet, luego se casó con Els van Slingelandt) y Maria Philips-Moniz (23 de abril de 1947 que se casó con Hans Schouten y tuvo a Jan, Marileen y Pieter, luego se casó con Allan Moniz y tuvo a Mark).

## Carrera
El 18 de octubre de 1935, Frits Philips fue nombrado subdirector y miembro de la junta de Philips. 
Al enterarse de la ocupación esperada de los Países Bajos por Alemania en la Segunda Guerra Mundial en 1940, su padre Anton Philips, el joven sobrino Frans Otten y otros miembros de la familia Philips escaparon de los Países Bajos y huyeron a los Estados Unidos, llevándose consigo el capital de la compañía. Frits Philips se quedó en los Países Bajos. Juntos lograron mantener viva la compañía durante la guerra. 
Del 30 de mayo al 20 de septiembre de 1943, Philips estuvo recluido en el campo de concentración de Vught debido a una huelga en la fábrica de Philips. Durante la ocupación, Philips salvó la vida de 382 judíos al convencer a los alemanes de que eran indispensables para el proceso de producción en Philips. En 1996, fue reconocido por Yad Vashem como uno de los 'Justos entre las Naciones' por sus acciones.
En 1961, Philips sucedió a Frans Otten como presidente de la compañía. Sirvió en este puesto durante 10 años; en 1971 fue sucedido por Henk van Riemsdijk. 
A la edad de 100 años, el 5 de diciembre de 2005, Philips murió por complicaciones derivadas de una caída en noviembre. 

## Aviación
La aviación comercial europea surgió con la reconstrucción del continente tras el final de la Segunda Guerra Mundial. Fue ayudado, en parte, por una apreciación de la versatilidad probada recientemente de la aviación y la disponibilidad de antiguos aviones militares, tripulación y aeródromos. 
Tras el final de las hostilidades, los ejecutivos de la compañía vieron el potencial en este medio de transporte adaptable y disponible, facilitando las visitas a los centros de producción y administración rápidamente. Esta fue la génesis de los departamentos de vuelo corporativos. Como presidente de uno de los conglomerados florecientes de Europa, Philips fue uno de los primeros en establecer un departamento de vuelo con la adquisición de un Beechcraft Super G18 (registrado PH-LPS), creando Philips Vliegdienst.
Con los años, el departamento de vuelo creció hasta incluir Dassault Falcons, Fokker F27s y Beechcraft King Airs. Apreciando la creciente importancia y el potencial de la aviación corporativa, Frits Philips estableció la Asociación Internacional de Aviación Comercial (Europa) en 1977. Inicialmente con sede en Eindhoven y compuesta por 12 miembros fundadores, la asociación se convirtió en la EBAA, AEAC (Asociación Europea de Aviación Comercial), que alberga la Conferencia y Exposición Europea de Aviación Comercial (EBACE, EEAC) en Genève. 
El legado de Frits Philips a la aviación neerlandesa no se centró únicamente en la aviación corporativa. También jugó un papel decisivo en la construcción del edificio civil de la Terminal y el Aeropuerto de Eindhoven.

## Mr. Frits

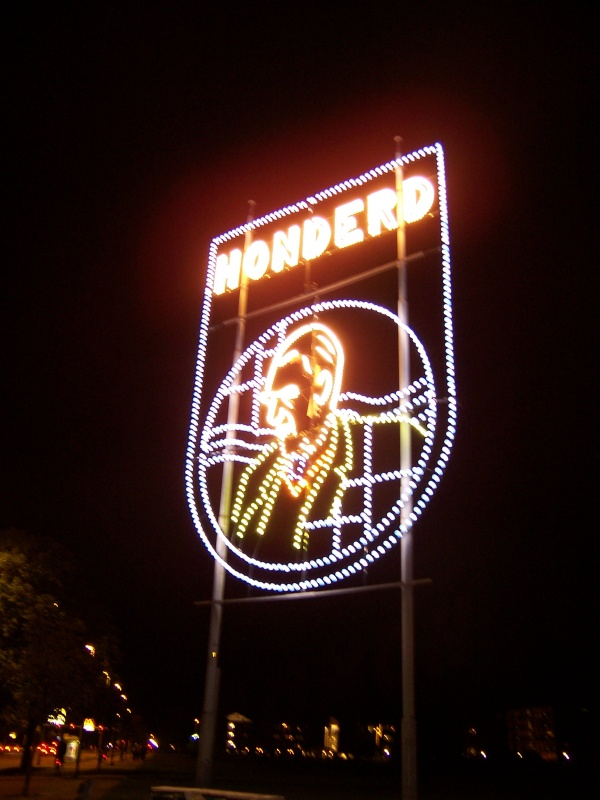
Una imagen de Frits Philips en el Lichtjesroute de 2005, para celebrar su centésimo cumpleaños.

Frits Philips fue inmensamente popular en Eindhoven. Los ciudadanos de Eindhoven comúnmente se referían a él como "Meneer Frits" (Mister Frits; Señor Frits).[cita requerida] Frits no hizo ninguna diferencia de clase entre los trabajadores de la fábrica y los miembros de la junta directiva: a menudo se lo veía charlando con los trabajadores de la fábrica, lo que contribuyó a su popularidad. 
Su centésimo cumpleaños en 2005 se celebró a gran escala en su ciudad natal de Eindhoven, que pasó a llamarse Frits Philips Stad (Frits Philips City) para la ocasión. La ciudad acuñó una moneda especial que lleva el sobrenombre de "Fritske". El evento anual de Lichtjesroute lo honró ese año al colocar una foto de él resaltada a lo largo de la ruta (véase a la derecha). 

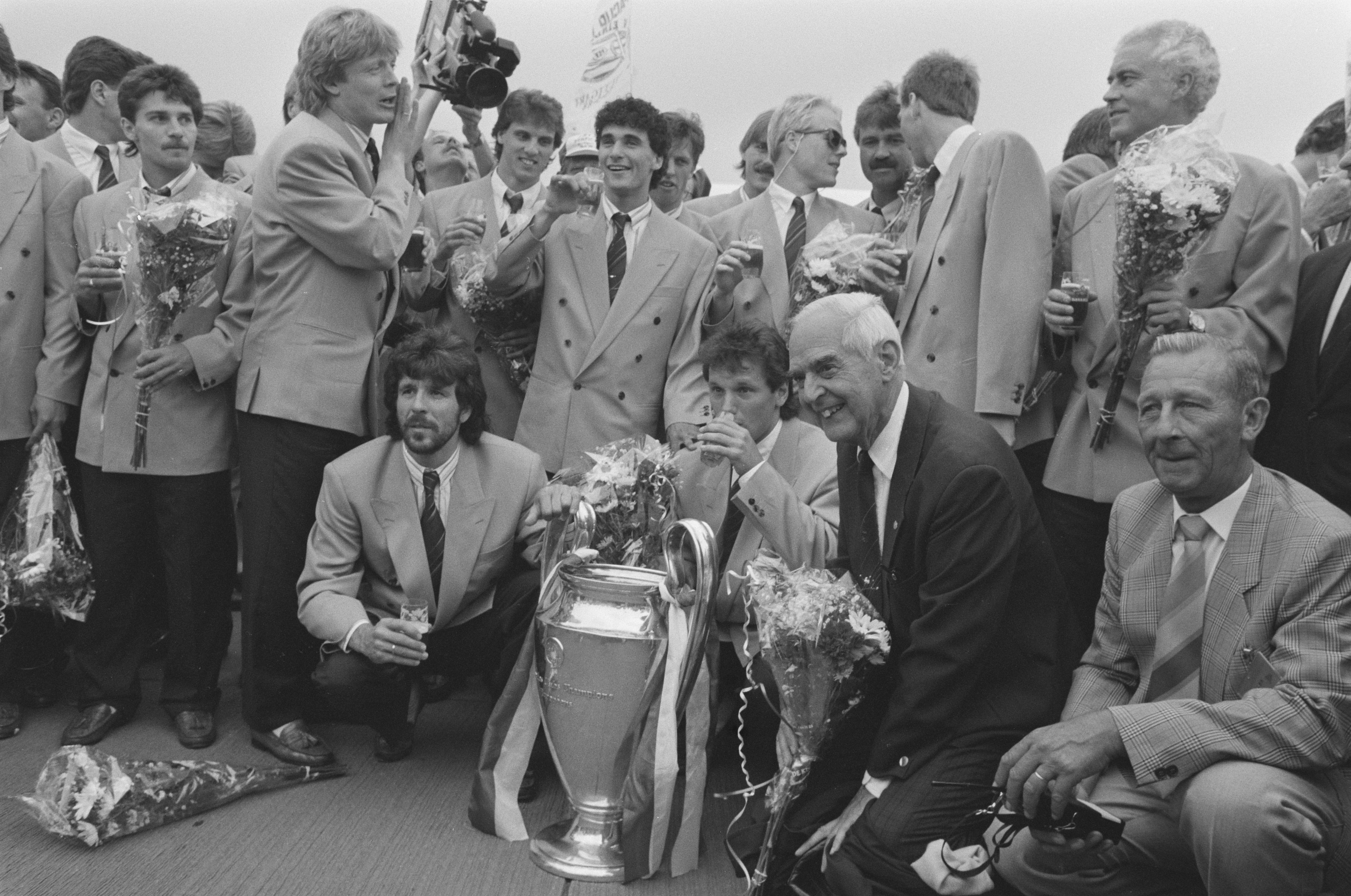
Frits Philips (derecha) y Eric Gerets (izquierda) posando con la Eurocopa a su llegada al aeropuerto de Eindhoven en 1988.

A los 100 años, Frits Philips visitaba con frecuencia los partidos de fútbol local del PSV. No utilizó la sala de negocios del estadio; en cambio, se sentó entre la multitud: sección D, fila 22, asiento 43. La administración de PSV ha anunciado que este asiento permanecerá vacío como un monumento para su fiel seguidor. La noche en que murió, los partidarios rindieron homenaje en un minuto de silencio por el "Mr. Frits" antes del partido (PSV- Fenerbahçe 2-0, 6-12-2005). 
Una revista dirigida a Eindhoven se llama "Frits" en su honor.
La sala de conciertos Muziekgebouw Frits Philips lleva su nombre, el restaurante ubicado en el edificio se llama "Meneer Frits".

## Evoluon
En 1966, la compañía Philips celebró su 75 aniversario. Para esta ocasión, Frits Philips quería dar a la gente de Eindhoven un hermoso regalo para apoyar la educación. El resultado fue un edificio llamado Evoluon, basado en un boceto que hizo en una servilleta de papel. El Evoluon se utilizó como centro educativo para la ciencia y la tecnología. 
En 1989, la ciudad cerró el Evoluon al público y lo adaptó para usarlo como centro de conferencias, para pesar de Philips. En los últimos años de su vida, trató de aumentar el interés para restaurar el Evoluon y devolverlo a usos públicos para los ciudadanos de Eindhoven.

## The Caux Round Table
En 1986, Frits Philips lanzó el grupo Caux Round Table (CRT) de altos ejecutivos de negocios europeos, japoneses y estadounidenses. Alarmado al saber que los japoneses estaban tirando sus productos en el mercado occidental, temía una creciente guerra comercial. Vio la necesidad de generar confianza entre los ejecutivos internacionales y las prácticas de Responsabilidad Social Corporativa. Los Principios para los negocios del CRT se publicaron en 1994, incorporando conceptos occidentales (dignidad humana...) y japoneses (kyosei, interpretados como "vivir y trabajar juntos por el bien común"). Un código internacional de buenas prácticas escrito por tales industriales de alto nivel con antecedentes tan variados sigue siendo excepcional en la actualidad. Fue presentado a la Cumbre Social de la ONU en Copenhague en 1994. Desde entonces se ha convertido en un trabajo estándar, traducido a 12 idiomas, y ha sido utilizado como base para evaluaciones éticas internas por compañías internacionales como Nissan.

## La colección Philips

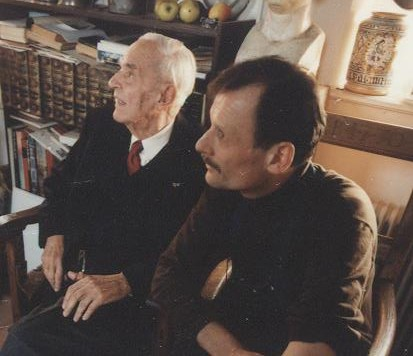
Frits Philips con el artista Henri Bol.

Una gran parte de la gran colección de arte famosa por el Sr. y la Sra. Philips fue subastada el 4 y 5 de diciembre de 2006 por Sotheby's en el Evoluon en la ciudad de Eindhoven. El catálogo de la subasta incluía un prólogo llamado "Recuerdos de mi padre" por Digna Hintzen-Philips, la hija mayor de Frits Philips. Recuerda la pasión de coleccionar obras de arte y la amistad personal que Frits Philips mantuvo con los pintores neerlandeses Sierk Schröder, Kees Bol y Henri Bol. 
La subasta finalmente recaudó 5,7 millones de euros. La colección especial de objetos de estaño, algunos de los cuales datan de la Edad Media, atrajo mucho interés. Una copa del gremio "Voerlieden" atribuida a Engelbertus Moorrees, maestro en Nijmegen, con el año 1781 grabado, fue vendida por 36,000 euros. También había una gran colección de azulejos de Delft, y cuando se trataba de los objetos de plata había un conjunto de cuatro candelabros de plata de Dirk ten Brink con etiquetas de Ámsterdam de 1718 que costaban 108,000 euros. 
Un panel que representa a una Virgen y un Niño entronizados con un Ángel por el "Maestro de San Ildefonso" en los Países Bajos, también conocido como el "Maestro del tríptico Verbeeck" fue otorgado a un comerciante de arte estadounidense por 258,400 euros. Entre las pinturas había una pintura neerlandesa del siglo XIX que se destacaba, representando a un pastor con su rebaño de Anton Mauve. También hubo unos pocos globos raros fabricados por Vincenzo Coronelli de alrededor de 1696, que en conjunto alcanzaron los 117,000 euros. Además, una caja de reliquias de cerámica policromada de Limoges, algunas estatuas, joyas y libros. Al final, más de 300 recuerdos fueron a subasta.

## Premios y honores

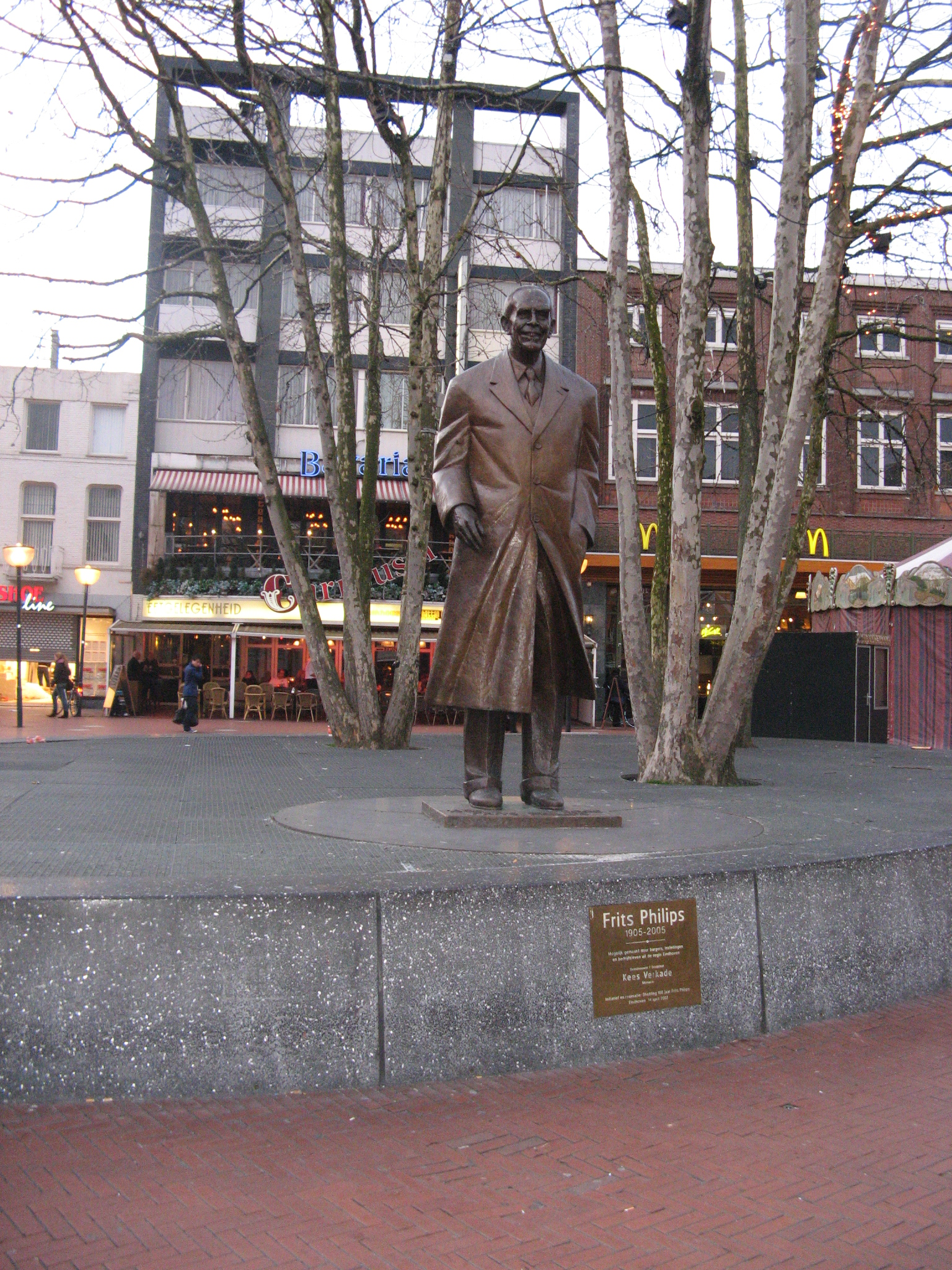
Estatua de Frits Philips en Eindhoven bij Kees Verkade.

Frits Philips ha recibido muchos títulos honorarios y premios durante su vida. 
- 1965, recibió la ciudadanía honoraria de la ciudad de Eindhoven por sus "contribuciones excepcionales al bienestar de los ciudadanos de Eindhoven".
- 1965, fue incluido en las filas reales neerlandesas de Orange-Nassau (rango de comandante).
- 1970, fue nombrado caballero en la Orden del León Neerlandés. También ha recibido títulos honorarios en muchos países, incluidos Japón, España, Dinamarca y China. Véase Onderscheidingen en Wayback Machine (archivado el 18 de abril de 2005) para una lista completa de honores y decoraciones.
- 1995, en su 90 cumpleaños, la sala de conciertos Muziekgebouw Frits Philips lleva su nombre.
- En 1996, fue honrado como "Justo entre las Naciones" por Yad Vashem, por salvar la vida de 382 empleados judíos de Philips durante la Segunda Guerra Mundial.[5]
- 1999, fue nombrado "empresario neerlandés del siglo".
- 2005, el 5 de abril para conmemorar su cumpleaños número 100, Eindhoven pasó a llamarse oficialmente "Frits Philips Stad" por el día.